# Al-Farouq Aminu
Al-Farouq Ajiede Aminu (Stone Mountain, Georgia, 21 de septiembre de 1990) es un baloncestista de doble nacionalidad estadounidense y nigeriana que se encuentra sin equipo. Con 2,03 metros de estatura, juega en la posición de alero.

## Trayectoria deportiva

### Instituto
Aminu asistió al Instituto Norcross y fue nombrado uno de los mejores jugadores de instituto de la nación de la clase de 2008. Fue incluido en la séptima posición por Rivals.com y en la decimotercera por Scout.com.
Aminu fue trasladado a Norcross entre su primer y segundo año procedente del Instituto Wesleyan, pero debido a las normas no pudo jugar su primer año en Norcross, por lo su segundo año en el instituto lo jugó en el equipo júnior (de tercer año). En su año júnior, Aminu y su compañero Gani Lawal lideraron a Norcross a un balance de 30–3, lo que les colocaba en el puesto 12 del país. Promedió 13,7 puntos y 9,5 rebotes por partido. Lideró a Norcross a dos títulos estatales 5A consecutivos en 2007 y 2008, promediando 23,1 puntos y 11,2 rebotes en su último año. Norcross finalizó con un registro de 29–2 y como sexto mejor instituto de la nación en 2008. Fue miembro del McDonald's All-American Team de 2008 y disputó el Jordan Brand Classic, donde anotó 12 puntos y capturó 13 rebotes.

### Universidad
Aminu se comprometió con la Universidad de Wake Forest en julio de 2007 y en noviembre firmó una carta de intención para jugar al baloncesto en Wake Forest.
En su primera temporada en los Demon Deacons fue seleccionado en el mejor quinteto de freshman de la Atlantic Coast Conference. Aminu firmó 10 dobles-dobles en un año, y finalizó la temporada como sexto mejor reboteador de la conferencia con 8,3 rebotes por partido. También fue segundo entre todos los novatos de la liga en anotación con 13 puntos por encuentro. En su segunda temporada aumentó sus números hasta los 15,8 puntos y 10,7 rebotes por partido.

#### Estadísticas
| Año     | Equipo      | PJ | PT | MPP  | %TC  | %3P  | %TL  | RPP  | APP | ROB | TPP | PPP  |
| ------- | ----------- | -- | -- | ---- | ---- | ---- | ---- | ---- | --- | --- | --- | ---- |
| 2008–09 | Wake Forest | 31 | 30 | 29.0 | .516 | .179 | .671 | 8.2  | 1.5 | 1.0 | 1.2 | 12.9 |
| 2009–10 | Wake Forest | 31 | 30 | 31.3 | .447 | .273 | .698 | 10.7 | 1.3 | 1.4 | 1.4 | 15.8 |

### Profesional

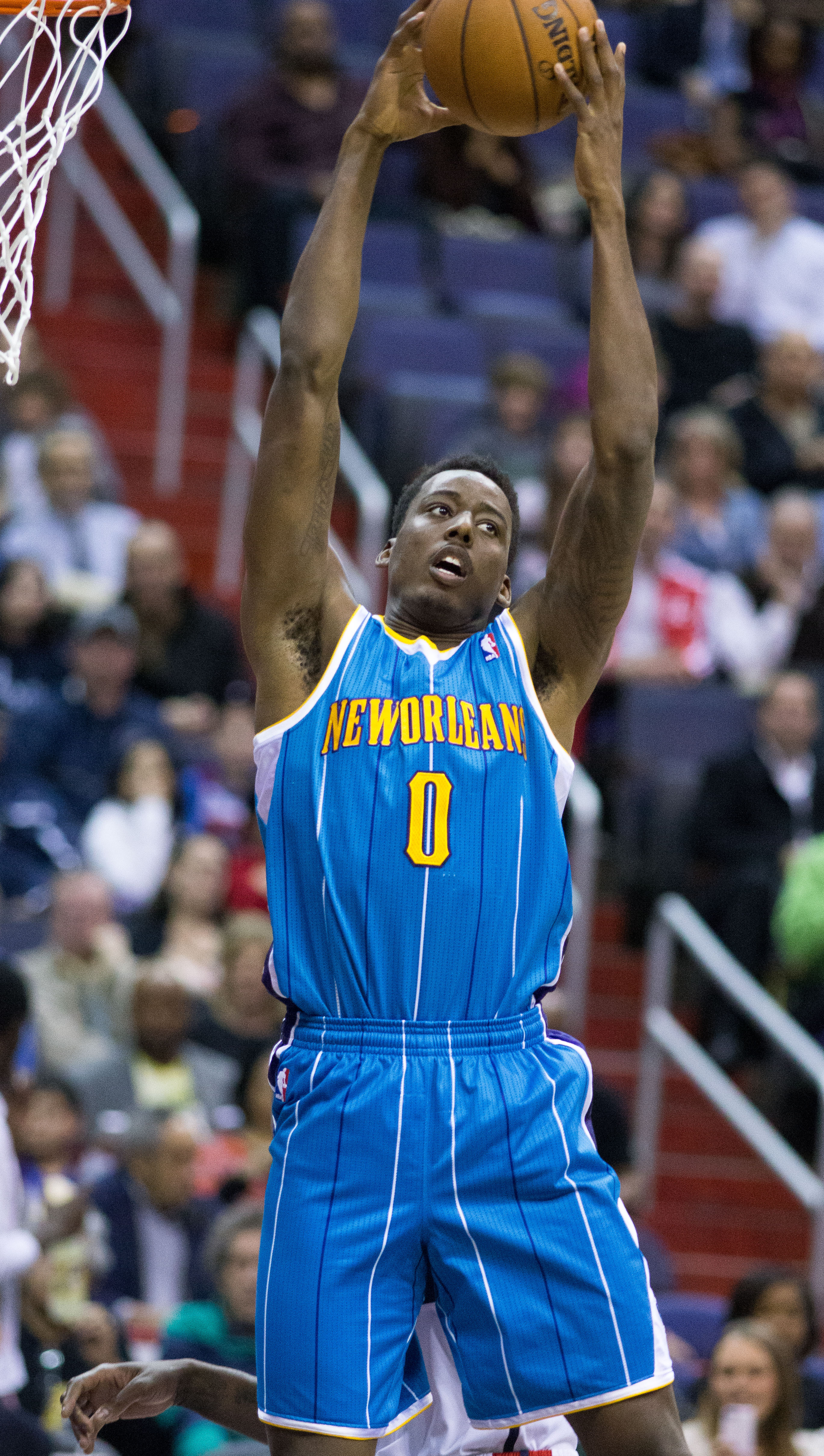
Al-Farouq Aminu con los Hornets en 2013.

El 1 de abril de 2010, Aminu se presentó al Draft de la NBA de 2010, siendo seleccionado en la octava posición por Los Angeles Clippers. 
El 14 de diciembre de 2011 fue traspasado junto con Chris Kaman, Eric Gordon y una primera ronda del draft de 2012 a New Orleans Hornets a cambio de Chris Paul y dos segundas rondas de draft.
En julio de 2014, firmó un contrato con los Dallas Mavericks por dos temporadas y 2,1 millones de dólares, siendo el segundo año opcional para el jugador.
El primer día del mes de julio de 2015, firmó con los Portland Trail Blazers por 4 años y una suma de 30 millones de dólares.
En su primera temporada disputó todos los partidos como titular, y el 31 de marzo de 2016 firma su mejor encuentro con 28 puntos ante Boston Celtics..
Tras cuatro temporadas en Portland, el 30 de junio de 2019, firma un contrato de $29 millones por 3 años con Orlando Magic.
Durante su segunda temporada en Orlando, el 25 de marzo de 2021, es traspasado junto a Nikola Vučević, a Chicago Bulls a cambio de Wendell Carter y Otto Porter.
El 3 de agosto de 2021, es traspasado a San Antonio Spurs junto a Thaddeus Young, a cambio de DeMar DeRozan. Pero es cortado por los Spurs el 18 de octubre, sin debutar en partido oficial.
El 25 de diciembre de 2021, firma un contrato de 10 días con Boston Celtics, pero no llega a disputar ningún encuentro.

## Estadísticas de su carrera en la NBA

### Temporada regular
| Año     | Equipo        | PJ  | PT  | MPP  | %TC  | %3P  | %TL  | RPP | APP | ROB | TPP | PPP  |
| ------- | ------------- | --- | --- | ---- | ---- | ---- | ---- | --- | --- | --- | --- | ---- |
| 2010-11 | L.A. Clippers | 81  | 14  | 17.9 | .394 | .315 | .773 | 3.3 | .7  | .7  | .3  | 5.6  |
| 2011-12 | New Orleans   | 66  | 21  | 22.4 | .411 | .277 | .754 | 4.7 | 1.0 | .9  | .5  | 6.0  |
| 2012-13 | New Orleans   | 76  | 71  | 27.2 | .475 | .211 | .737 | 7.7 | 1.4 | 1.2 | .7  | 7.3  |
| 2013-14 | New Orleans   | 80  | 65  | 25.6 | .474 | .271 | .664 | 6.2 | 1.4 | 1.0 | .5  | 7.2  |
| 2014-15 | Dallas        | 74  | 3   | 18.5 | .412 | .274 | .712 | 4.6 | .8  | .9  | .8  | 5.6  |
| 2015-16 | Portland      | 82  | 82  | 28.5 | .416 | .361 | .737 | 6.1 | 1.7 | .8  | .6  | 10.2 |
| 2016-17 | Portland      | 61  | 25  | 29.1 | .392 | .329 | .706 | 7.4 | 1.6 | 1.0 | .7  | 8.7  |
| 2017-18 | Portland      | 69  | 67  | 30.0 | .395 | .369 | .738 | 7.6 | 1.2 | 1.1 | .6  | 9.3  |
| 2018-19 | Portland      | 81  | 81  | 28.3 | .433 | .343 | .867 | 7.5 | 1.3 | .8  | .4  | 9.4  |
| 2019-20 | Orlando       | 18  | 2   | 21.1 | .291 | .250 | .655 | 4.8 | 1.2 | 1.0 | .4  | 4.3  |
| 2020-21 | Orlando       | 17  | 14  | 21.6 | .404 | .226 | .824 | 5.4 | 1.7 | 1.0 | .5  | 5.5  |
| 2020-21 | Chicago       | 6   | 0   | 11.2 | .200 | .167 | .800 | 3.2 | .3  | .3  | .0  | 1.5  |
| Total   | Total         | 711 | 445 | 24.9 | .420 | .332 | .746 | 6.0 | 1.2 | 1.0 | .6  | 7.5  |

### Playoffs
| Año   | Equipo   | PJ | PT | MPP  | %TC  | %3P  | %TL   | RPP | APP | ROB | TPP | PPP  |
| ----- | -------- | -- | -- | ---- | ---- | ---- | ----- | --- | --- | --- | --- | ---- |
| 2015  | Dallas   | 5  | 2  | 30.0 | .548 | .636 | .789  | 7.2 | 1.2 | 2.0 | 1.6 | 11.2 |
| 2016  | Portland | 11 | 11 | 33.8 | .438 | .400 | .724  | 8.6 | 1.8 | .7  | .9  | 14.6 |
| 2017  | Portland | 4  | 0  | 28.3 | .459 | .412 | .636  | 6.5 | 1.0 | .8  | 1.0 | 12.0 |
| 2018  | Portland | 4  | 4  | 32.8 | .519 | .433 | 1.000 | 9.0 | 1.3 | 1.0 | .5  | 17.3 |
| 2019  | Portland | 16 | 16 | 24.9 | .349 | .294 | .750  | 6.3 | 1.3 | .6  | .6  | 7.4  |
| Total | Total    | 40 | 33 | 29.1 | .434 | .391 | .742  | 7.3 | 1.4 | .9  | .9  | 11.3 |

## Vida personal
Su madre es afroamericana de Nueva York y su padre es de origen Yoruba nigeriano y descendiente de los reyes de Nigeria. Es musulmán.
Su nombre traducido significa "el jefe ha llegado." Esto explica también su apodo, "The Chief" ("El jefe").
Su hermano, Alade Aminu, es también jugador profesional de baloncesto.
Al-Farouq está casado con Helina Tekeste Aminu, y tienen una hija. 
Tiene un fundación junto a su mujer, Aminu Good Works Foundation, que anualmente organiza un campamento de baloncesto en Ibadán (Nigeria) desde 2016.
En marzo de 2007, en su último año de instituto, fue detenido por agresión con agravantes y allanamiento de morada por disparar a una mujer con una pistola de aire comprimido desde un vehículo. Debido a que no tenía antecedentes penales se le condenó a tres años de libertad condicional y 120 horas de servicio comunitario.